# Distretto di Muak Lek
Il distretto di Muak Lek (in thailandese: มวกเหล็ก) è un distretto (amphoe) della Thailandia, situato nella provincia di Saraburi.